# Wadena Pioneer Journal
Wadena Pioneer Journal ist eine seit 1877 in Wadena, Minnesota ansässige Wochenzeitung, die auch als elektronische Zeitung und Online herausgegeben wird. Sie gehört zur Firmengruppe der Forum Communications Company mit Sitz in Fargo, North Dakota.

## Geschichte
Am 24. März 1877 erschien die erste Ausgabe dieser Zeitung, die von Arthur Gatchell herausgegeben wurde. Sie hieß zunächst The Tribune und wurde noch im selben Jahr von dem Wadena Real Estate Journal konkurriert, das der örtliche Immobilienmakler S. Gardner erantwortete. Auch wenn dieses Blatt kaum ein Jahr überleben konnte und nach Verndale abwanderte, kam 1878 der von Joseph E. Hall publizierte Northern Pacific Farmer heraus. Das Jahresabonnement betrug damals 2 $ oder ein äquivalentes, landwirtschaftliches Tauschgut wie zwei Scheffel Weizen, 12 Pfund Butter, 13 Dutzend Eier oder acht Scheffel Kartoffeln.
Noch vor 1885 nannte sich das Blatt Wadena County Pioneer und wechselte mehrfach den Besitzer. 1905 schloss es sich mit dem Wadena Tribune zusammen und hieß fortan Pioneer Journal. In den 1910er Jahren war der lokale Zeitungsmarkt sehr in Bewegung. Eine Reihe von Konkurrenzblätter erschienen in der Stadt und gingen wieder ein oder wurden von Pioneer Journal aufgekauft. Es war schwer, mit dem eingesessenen Zeitungshaus einen Wettbewerb zu bestehen. Ab 1914, nachdem man sich eine Mergenthaler-Linotype-Maschine mit Akzidenzdruck angeschafft hatte, wurde es für die Konkurrenz noch schwieriger. Um das Jahr 1930 herum trat man auch als Verlag auf und druckte beispielsweise Kalender. Innerhalb der Zeitung experimentierte man mit Kolumnen, die bei der Leserschaft sehr gut angenommen wurden. 1936 wurde eine Duplexdruckmaschine angeschafft, der ein weiterer Umsatzschub zu verdanken war. Mit ihr war es möglich, bis zu 5000 Exemplare einer achtseitigen Zeitung pro Stunde herzustellen.
Einer seiner bekanntesten Herausgeber war Harold Knutson. Seit 1989 gehört die Zeitung zur Forum-Communications-Gruppe.